# Луїджі Брунелла
Луїджі Брунелла (італ. Luigi Brunella, 14 квітня 1914, Гарласко — 23 травня 1993, Рим) — італійський футболіст, що грав на позиції захисника. По завершенні ігрової кар'єри — тренер.
Виступав, зокрема, за клуби «Торіно», «Рома» та «Ювентус», а також другу збірну Італії.
Чемпіон Італії. Володар Кубка Італії.

## Клубна кар'єра
Народився 14 квітня 1914 року в місті Гарласко. Вихованець футбольної школи клубу «Віджеванезі». У дорослому футболі дебютував у складі «Віджеванезі» 1932 року, У команді, що виступала у Серії В, провів три сезони, взявши участь у 66 матчах чемпіонату.
Своєю грою за цю команду привернув увагу представників тренерського штабу клубу «Торіно», до складу якого приєднався 1935 року. У 1936 році виборов з командою титул володаря Кубка Італії. Влітку 1936 року взяв участь у чотирьох матчах кубка Мітропи. В кваліфікаційному раунді «Торіно» здобуло дві впевнених перемоги над швейцарською командою «Берн» — 4:1 і 7:1 (Брунелла відзначився голом у власні ворота, згідно з деякими джерелами). У наступному раунду «Торіно» поступилось угорському «Уйпешту» (2:0, 0:5).
1939 року уклав контракт з клубом «Рома», у складі якого провів наступні чотири роки своєї кар'єри гравця. У сезоні 1941–1942 допоміг команді здобути перший у її історії титул чемпіона Італії. Зіграв в усіх 30 матчах переможного сезону.
У 1944 році зіграв 24 матчі за команду «Ювентус» у напівофіційному воєнному чемпіонаті. Далі грав у команді «Віджевано».
1945 року повернувся до клубу «Рома», за який відіграв ще 3 сезони, будучи гравцем «основи». Завершив професійну кар'єру футболіста виступами за команду «Рома» у 1948 році, виконуючи обов'язки граючого тренера. У передостанньому турі чемпіонату забив свій єдиний гол у Серії «А» у ворота команди «Салернітана», конкурента у «боротьбі за виживання». Гол виявився єдиним і переможним у матчі.

## Виступи за збірну
1938 року захищав кольори збірної Італії-B. У складі цієї команди провів 1 матч.

## Кар'єра тренера
Розпочав тренерську кар'єру 1948 року, ще не завершивши кар'єри гравця. Очолив тренерський штаб клубу «Рома». Перед початком 27 туру змінив на посту тренера угорця Імре Шенкея. Команда боролась за виживання в еліті і в підсумку зайняла рятівне 17-те місце. Клуб переживав фінансові труднощі, через що був змушений перед початком нового сезону продати у міланський «Інтер» свого лідера і бомбардира Амедео Амадеї. «Рома» завершила сезон 1948—1949 років на 14-ому місці, а Брунелла залишив посаду головного тренера.
Далі тренував команду клубу «Кінотто Нері Рома». У 1950 році вдруге очолив «Рому», пропрацювавши лише в трьох останніх турах сезону. Команда знову посіла 17-те місце, зупинившись за крок від вильоту.
Помер 23 травня 1993 року на 80-му році життя у місті Рим.

## Статистика виступів

### Статистика виступів у кубку Мітропи
| №                      | Розіграш               | Стадія                 | Дата та місце проведення | Команда 1              | Рахунок | Команда 2 | Голи      |
| ---------------------- | ---------------------- | ---------------------- | ------------------------ | ---------------------- | ------- | --------- | --------- |
| 1                      | 1936                   | кв. раунд              | 07.06.1936 Берн          | Берн                   | 1:4     | Торіно    |           |
| 2                      | 1936                   | кв. раунд              | 14.06.1936 Турин         | Торіно                 | 7:1     | Берн      | 59' (аг.) |
| 3                      | 1936                   | 1/8                    | 21.06.1936 Турин         | Торіно                 | 2:0     | Уйпешт    |           |
| 4                      | 1936                   | 1/8                    | 26.06.1936 Будапешт      | Уйпешт                 | 5:0     | Торіно    |           |
| Всього у кубку Мітропи | Всього у кубку Мітропи | Всього у кубку Мітропи | Всього у кубку Мітропи   | Всього у кубку Мітропи | 4       |           | 0         |

## Титули і досягнення
- Чемпіон Італії (1):

«Рома»: 1941–1942
- Володар Кубка Італії (1):

«Торіно»: 1935–1936